# Tarmkrøs
Tarmkrøset (lat.: mesenterium) er den del af bughinden, der lægger sig opad og forsyner det meste af tarmsystemet med blod- og lymfekar samt nerver.
Tarmstykker kan i visse tilfælde rotere om tarmkrøset, hvorved den form for mekanisk tarmslyng, der kaldes volvulus, opstår.
I november 2016 blev tarmkrøset erklæret til at være menneskets 79. kropsorgan.